# 1990年代香港電影作品列表
下方列出1990年代所上映的香港電影作品列表。
- 1990年香港電影作品列表
- 1991年香港電影作品列表
- 1992年香港電影作品列表
- 1993年香港電影作品列表
- 1994年香港電影作品列表
- 1995年香港電影作品列表
- 1996年香港電影作品列表
- 1997年香港電影作品列表
- 1998年香港電影作品列表
- 1999年香港電影作品列表